# Hena Evyatar
Hena Evyatar (hebr. חנה אביתר, ur. 1 lutego 1929 w Łodzi - rip in 15.7.2025) – izraelska rzeźbiarka pochodzenia polskiego.

## Życiorys
Urodziła się jako Hena Kohn, córka kaletnika Herszela i Ity Rywki z domu Charłupskiej. W 1930 razem z rodzicami przeprowadziła się do Belgii, zamieszkali w Brukseli w kwartale Midi, wśród licznych emigrantów żydowskich z Polski, gdzie urodziła się siostra Heny, Pola. Rodzice byli antysyjonistami i sympatyzowali z ruchami komunistycznymi. Po inwazji Niemiec na Belgię Kohnowie uciekli do Francji, ale po wkroczeniu tam wojsk hitlerowskich powrócili do Brukseli. Latem 1942 Hena z siostrą Polą zostały przez rodziców ukryte u pani Van der Stiekelen, a po pięciu dniach wysłane na letni obóz Czerwonego Krzyża do zamku Bois d'Arlon w Ardenach. Pięć dni po ich wyjeździe rodziców aresztowało gestapo, zostali przetransportowani do Auschwitz-Birkenau, gdzie zginęli we wrześniu 1942. Po zakończeniu letniego obozu pani Van der Stiekelen skontaktowała się z ruchem oporu, aby ukryć dziewczynki w bezpiecznym miejscu. Młody ksiądz katolicki Edouard Eddy Robert ukrył Polę u rodziny na wsi, a Henę w domu dwóch samotnych starszych sióstr. Po kilku miesiącach została przeniesiona do klasztoru ze szkołą katolicką, a następnie umieszczona u rodziny Jacquemart w pobliskim mieście, a później w domu matki księdza Edouarda. Ksiądz uczył ją łaciny, muzyki i malarstwa, poza tym wspierał ruch oporu roznosząc kartki żywnościowe rodzinom przechowującym żydowskie dzieci. Latem 1944 ruch oporu uprzedził księdza Edouarda, aby się ukrywał, ponieważ Niemcy dowiedzieli się o jego udziale w zrzutach spadochronowych w okolicy. Hena pojechała z nim do klasztoru położonego w odległej wiosce, gdzie spędzili blisko dwa tygodnie w odosobnieniu. Po zakończeniu wojny Hena powróciła do Bukseli i zapisała się do katolickiej szkoły z internatem Soeurs de Notre Dame na starym mieście w Brukseli, dołączyła do niej siostra Pola. Hena Kohn ukończyła szkołę średnią w wieku siedemnastu lat, a żeby utrzymać siebie i siostrę, pracowała jako sekretarka w firmie transportowej. Związała się również ze społecznością żydowską, zaangażowała w młodzieżowy ruch syjonistyczny Gordonia, który zapewnił jej nowy krąg przyjaciół i umożliwił zaangażowanie się w działalność społeczną. Ksiądz Edouard Robert opuścił kapłaństwo i poprosił Henę o rękę, ale odmówiła zniechęcana przez przyjaciół z ruchu syjonistycznego. W 1952 wyemigrowała do Izraela i poślubiła Azriela Gutwirtha (później Evyatara), przyjaciela z grupy Gordonia. Po przyjeździe do Izraela studiowała w szkole artystycznej Histadrutu w Hajfie, a następnie w Oranim Seminar w pracowni rzeźbiarza Dova Fagina. Następnie uczyła się tworzenia ceramiki u Emanuela Lutzettiego i Petera Volkusa. W 1964 przebywała na stypendium w Stanach Zjednoczonych, studiowała wówczas w Chicago School of Art. W 1996 nawiązała kontakt z Edouardem Robertem i w sierpniu 1999 Jad Waszem uznał Edouarda Roberta za jednego ze Sprawiedliwych wśród Narodów Świata.

## Twórczość
Większość prac Heny Eviatar jest związana z rzeźbą. W latach 70. XX wieku zajmowała się rzeźbą abstrakcyjną, eksperymentowała z nowymi materiałami, takimi jak m.in. pleksiglas. Jej późniejsze prace mają charakter figuratywno-symboliczny w różnych technikach. W 1963 stworzyła ceramiczną płaskorzeźbę dla hotelu Dan Carmel w Hajfie, a w 1994 pomnik ku czci ofiar Holokaustu w Belgii w Neve Ilan.